# Michel Cénac
Pour les articles homonymes, voir Cénac.
Michel Cénac, né le 28 juin 1891 à Argelès-Gazost (Hautes-Pyrénées) et mort à Paris le 23 mai 1965, est un psychiatre et psychanalyste français, connu comme précurseur de la criminologie analytique.

## Biographie

### Jeunesse et formation
Il obtient son PCB Toulouse, puis quitte le sud-ouest pour étudier la médecine à la faculté de Paris. Ses études sont interrompues par la première Guerre mondiale à l'issue de laquelle il obtient la croix de guerre.
En 1921, Michel Cénac est reçu au Concours des Asiles de la Seine. Il est à Maison Blanche l'interne de Raoul Leroy puis de Paul Sérieux, à Villejuif celui de Marc Trénel puis de Joseph Rogues de Fursac, avant de devenir à Sainte-Anne le chef de clinique d'Henri Claude. 
Sa thèse, consacrée aux « langages créés par les aliénés » et soutenue en 1928, constitue la première marque d'un intérêt pour les problèmes du langage qui ne devait pas diminuer jusqu'aux dernières années de sa vie. Établissant une distinction très marquée entre les glossolalies vraies et les glossomanies, il disait des malades qu'ils « jouent avec les sons comme ils joueraient avec des rubans de couleur », voulant souligner par là les facteurs ludiques si importants à son sens dans la pathologie mentale du langage.

### Carrière
Il manifeste un intérêt précoce pour la psychanalyse, et fait une analyse avec Rudolph Loewenstein. Il est admis comme membre de la Société Psychanalytique de Paris en 1929, dont il  assure la présidence en 1955 et dont il restera membre jusqu’à son décès. Il s'oriente ensuite vers la criminologie : nommé en 1940 médecin expert de la Cour d'Appel de Paris en même temps qu'il devenait médecin de l'Infirmerie psychiatrique de la Préfecture de Police. En 1945 il est nommé médecin de la prison de la Santé, et en 1954, médecin de la Direction de l'Hygiène mentale à la Préfecture de Police. La même année, il commence les démarches qui devaient aboutir à la création de l'Annexe psychiatrique de la Santé, sans pourtant qu'il eût la joie de diriger lui-même un jour ce service qu'il avait eu tant de mal à arracher aux lenteurs administratives. En 1955, enfin, il est nommé médecin-inspecteur des hôpitaux psychiatriques de la Seine.
Pendant toute cette période, il s'efforce de faire admettre les notions analytiques en criminologie où elles étaient encore inconnues, tout en continuant à étudier troubles du langage. Parmi ses autres centres d'intérêt figurent les troubles de la sexualité masculine, l'hystérie, la relaxation, et les rapports de la psychanalyse et de la psychiatrie.

### Distinctions
- Croix de guerre 1914-1918[2]
- Chevalier de la Légion d'honneur (1935)[2]
- Croix de Chevalier de la Santé publique pour le rôle qu'il a joué dans la propagation des théories analytiques dans le milieu judiciaire ainsi que pour son action en faveur d'une meilleure connaissance de l'homme délinquant.

## Publications
- Langages créés par les aliénés (Thèse, 1928)
- Ce que tout médecin doit savoir de la psychanalyse (1934)
- Introduction théorique aux fonctions de la psychanalyse en criminologie (1950)
- Étude médico-légale et psychanalytique de la récidive des actes anti-sociaux (1956)
- Criminalité et psychanalyse, Réactions anti-sociales et délinquance juvénile, Psychologie et criminologie (1961)
- Troubles du langage (1961)